# 6945 Dahlgren
A 6945 Dahlgren (ideiglenes jelöléssel 1980 FZ3) a Naprendszer kisbolygóövében található aszteroida. Claes-Ingvar Lagerkvist fedezte fel 1980. március 16-án.